# Сан-Серволо
Сан-Серволо — итальянский остров в Венецианской лагуне. Расположен к юго-востоку от Сан-Джорджо Маджоре.

## История
С VIII века здесь жили бенедиктинцы, они населяли остров в течение 500 лет. Позднее к ним присоединились монахини, которые были вынуждены спасаться от цунами, разрушившего их монастыри.  В начале XV века монахини покинули эти земли, но вскоре здесь оказались другие монахини: они спасались от турецкого вторжения на Крит. К началу XVIII века здесь осталось лишь несколько человек. Сенат Венецианской республики разместил в Сан-Серволо госпиталь, который был необходим из-за продолжавшейся в то время войны против турок. Позже в госпиталь стали отправлять психически больных. 
В 1978 году проведенные правительством реформы деятельности психиатров привели к закрытию госпиталя. В следующем году правительство Венеции создало на острове Istituto per le Ricerche e gli Studi sull´Emarhinazione Sociale e Culturale (с итал. — «Институт изучения социальной и культурной маргинализации»). Он занимался сохранением исторических документов, связанных с психиатрической больницей. 
Венецианский международный университет был создан на острове в 1995 году. Он появился благодаря сотрудничеству десяти университетов. На острове располагается филиал Венецианской академии изящных искусств, посвящённый новым технологиям в искусстве (NTA). 
Сан-Серволо — остров с богатой флорой. Изначально растения были посажены для аптеки и были нужны, чтобы лечить военных.

## Искусство
Недавно[когда?] в Сан-Серволо стал проводить международную выставку художников. Также здесь проводятся фестивали и спектакли. 

## Галерея
- Постройки бенедиктинцев